# 新平玉皇阁
新平玉皇阁，位于中华人民共和国山西省大同市天镇县新平堡镇新平村，已列为山西省文物保护单位。

## 保护
2016年6月6日，新平玉皇阁由山西省人民政府公布为第五批山西省文物保护单位，编号5-46。